# Ферзь
|   | a | b | c | d | e | f | g | h |   |
| - | --- | --- | --- | --- | --- | --- | --- | --- | - |
| 8 | d8 чёрный крест · h8 чёрный крест · a7 чёрный крест · d7 чёрный крест · g7 чёрный крест · b6 чёрный крест · d6 чёрный крест · f6 чёрный крест · c5 чёрный крест · d5 чёрный крест · e5 чёрный крест · a4 чёрный крест · b4 чёрный крест · c4 чёрный крест · d4 белый ферзь · e4 чёрный крест · f4 чёрный крест · g4 чёрный крест · h4 чёрный крест · c3 чёрный крест · d3 чёрный крест · e3 чёрный крест · b2 чёрный крест · d2 чёрный крест · f2 чёрный крест · a1 чёрный крест · d1 чёрный крест · g1 чёрный крест | d8 чёрный крест · h8 чёрный крест · a7 чёрный крест · d7 чёрный крест · g7 чёрный крест · b6 чёрный крест · d6 чёрный крест · f6 чёрный крест · c5 чёрный крест · d5 чёрный крест · e5 чёрный крест · a4 чёрный крест · b4 чёрный крест · c4 чёрный крест · d4 белый ферзь · e4 чёрный крест · f4 чёрный крест · g4 чёрный крест · h4 чёрный крест · c3 чёрный крест · d3 чёрный крест · e3 чёрный крест · b2 чёрный крест · d2 чёрный крест · f2 чёрный крест · a1 чёрный крест · d1 чёрный крест · g1 чёрный крест | d8 чёрный крест · h8 чёрный крест · a7 чёрный крест · d7 чёрный крест · g7 чёрный крест · b6 чёрный крест · d6 чёрный крест · f6 чёрный крест · c5 чёрный крест · d5 чёрный крест · e5 чёрный крест · a4 чёрный крест · b4 чёрный крест · c4 чёрный крест · d4 белый ферзь · e4 чёрный крест · f4 чёрный крест · g4 чёрный крест · h4 чёрный крест · c3 чёрный крест · d3 чёрный крест · e3 чёрный крест · b2 чёрный крест · d2 чёрный крест · f2 чёрный крест · a1 чёрный крест · d1 чёрный крест · g1 чёрный крест | d8 чёрный крест · h8 чёрный крест · a7 чёрный крест · d7 чёрный крест · g7 чёрный крест · b6 чёрный крест · d6 чёрный крест · f6 чёрный крест · c5 чёрный крест · d5 чёрный крест · e5 чёрный крест · a4 чёрный крест · b4 чёрный крест · c4 чёрный крест · d4 белый ферзь · e4 чёрный крест · f4 чёрный крест · g4 чёрный крест · h4 чёрный крест · c3 чёрный крест · d3 чёрный крест · e3 чёрный крест · b2 чёрный крест · d2 чёрный крест · f2 чёрный крест · a1 чёрный крест · d1 чёрный крест · g1 чёрный крест | d8 чёрный крест · h8 чёрный крест · a7 чёрный крест · d7 чёрный крест · g7 чёрный крест · b6 чёрный крест · d6 чёрный крест · f6 чёрный крест · c5 чёрный крест · d5 чёрный крест · e5 чёрный крест · a4 чёрный крест · b4 чёрный крест · c4 чёрный крест · d4 белый ферзь · e4 чёрный крест · f4 чёрный крест · g4 чёрный крест · h4 чёрный крест · c3 чёрный крест · d3 чёрный крест · e3 чёрный крест · b2 чёрный крест · d2 чёрный крест · f2 чёрный крест · a1 чёрный крест · d1 чёрный крест · g1 чёрный крест | d8 чёрный крест · h8 чёрный крест · a7 чёрный крест · d7 чёрный крест · g7 чёрный крест · b6 чёрный крест · d6 чёрный крест · f6 чёрный крест · c5 чёрный крест · d5 чёрный крест · e5 чёрный крест · a4 чёрный крест · b4 чёрный крест · c4 чёрный крест · d4 белый ферзь · e4 чёрный крест · f4 чёрный крест · g4 чёрный крест · h4 чёрный крест · c3 чёрный крест · d3 чёрный крест · e3 чёрный крест · b2 чёрный крест · d2 чёрный крест · f2 чёрный крест · a1 чёрный крест · d1 чёрный крест · g1 чёрный крест | d8 чёрный крест · h8 чёрный крест · a7 чёрный крест · d7 чёрный крест · g7 чёрный крест · b6 чёрный крест · d6 чёрный крест · f6 чёрный крест · c5 чёрный крест · d5 чёрный крест · e5 чёрный крест · a4 чёрный крест · b4 чёрный крест · c4 чёрный крест · d4 белый ферзь · e4 чёрный крест · f4 чёрный крест · g4 чёрный крест · h4 чёрный крест · c3 чёрный крест · d3 чёрный крест · e3 чёрный крест · b2 чёрный крест · d2 чёрный крест · f2 чёрный крест · a1 чёрный крест · d1 чёрный крест · g1 чёрный крест | d8 чёрный крест · h8 чёрный крест · a7 чёрный крест · d7 чёрный крест · g7 чёрный крест · b6 чёрный крест · d6 чёрный крест · f6 чёрный крест · c5 чёрный крест · d5 чёрный крест · e5 чёрный крест · a4 чёрный крест · b4 чёрный крест · c4 чёрный крест · d4 белый ферзь · e4 чёрный крест · f4 чёрный крест · g4 чёрный крест · h4 чёрный крест · c3 чёрный крест · d3 чёрный крест · e3 чёрный крест · b2 чёрный крест · d2 чёрный крест · f2 чёрный крест · a1 чёрный крест · d1 чёрный крест · g1 чёрный крест | 8 |
| 7 | d8 чёрный крест · h8 чёрный крест · a7 чёрный крест · d7 чёрный крест · g7 чёрный крест · b6 чёрный крест · d6 чёрный крест · f6 чёрный крест · c5 чёрный крест · d5 чёрный крест · e5 чёрный крест · a4 чёрный крест · b4 чёрный крест · c4 чёрный крест · d4 белый ферзь · e4 чёрный крест · f4 чёрный крест · g4 чёрный крест · h4 чёрный крест · c3 чёрный крест · d3 чёрный крест · e3 чёрный крест · b2 чёрный крест · d2 чёрный крест · f2 чёрный крест · a1 чёрный крест · d1 чёрный крест · g1 чёрный крест | d8 чёрный крест · h8 чёрный крест · a7 чёрный крест · d7 чёрный крест · g7 чёрный крест · b6 чёрный крест · d6 чёрный крест · f6 чёрный крест · c5 чёрный крест · d5 чёрный крест · e5 чёрный крест · a4 чёрный крест · b4 чёрный крест · c4 чёрный крест · d4 белый ферзь · e4 чёрный крест · f4 чёрный крест · g4 чёрный крест · h4 чёрный крест · c3 чёрный крест · d3 чёрный крест · e3 чёрный крест · b2 чёрный крест · d2 чёрный крест · f2 чёрный крест · a1 чёрный крест · d1 чёрный крест · g1 чёрный крест | d8 чёрный крест · h8 чёрный крест · a7 чёрный крест · d7 чёрный крест · g7 чёрный крест · b6 чёрный крест · d6 чёрный крест · f6 чёрный крест · c5 чёрный крест · d5 чёрный крест · e5 чёрный крест · a4 чёрный крест · b4 чёрный крест · c4 чёрный крест · d4 белый ферзь · e4 чёрный крест · f4 чёрный крест · g4 чёрный крест · h4 чёрный крест · c3 чёрный крест · d3 чёрный крест · e3 чёрный крест · b2 чёрный крест · d2 чёрный крест · f2 чёрный крест · a1 чёрный крест · d1 чёрный крест · g1 чёрный крест | d8 чёрный крест · h8 чёрный крест · a7 чёрный крест · d7 чёрный крест · g7 чёрный крест · b6 чёрный крест · d6 чёрный крест · f6 чёрный крест · c5 чёрный крест · d5 чёрный крест · e5 чёрный крест · a4 чёрный крест · b4 чёрный крест · c4 чёрный крест · d4 белый ферзь · e4 чёрный крест · f4 чёрный крест · g4 чёрный крест · h4 чёрный крест · c3 чёрный крест · d3 чёрный крест · e3 чёрный крест · b2 чёрный крест · d2 чёрный крест · f2 чёрный крест · a1 чёрный крест · d1 чёрный крест · g1 чёрный крест | d8 чёрный крест · h8 чёрный крест · a7 чёрный крест · d7 чёрный крест · g7 чёрный крест · b6 чёрный крест · d6 чёрный крест · f6 чёрный крест · c5 чёрный крест · d5 чёрный крест · e5 чёрный крест · a4 чёрный крест · b4 чёрный крест · c4 чёрный крест · d4 белый ферзь · e4 чёрный крест · f4 чёрный крест · g4 чёрный крест · h4 чёрный крест · c3 чёрный крест · d3 чёрный крест · e3 чёрный крест · b2 чёрный крест · d2 чёрный крест · f2 чёрный крест · a1 чёрный крест · d1 чёрный крест · g1 чёрный крест | d8 чёрный крест · h8 чёрный крест · a7 чёрный крест · d7 чёрный крест · g7 чёрный крест · b6 чёрный крест · d6 чёрный крест · f6 чёрный крест · c5 чёрный крест · d5 чёрный крест · e5 чёрный крест · a4 чёрный крест · b4 чёрный крест · c4 чёрный крест · d4 белый ферзь · e4 чёрный крест · f4 чёрный крест · g4 чёрный крест · h4 чёрный крест · c3 чёрный крест · d3 чёрный крест · e3 чёрный крест · b2 чёрный крест · d2 чёрный крест · f2 чёрный крест · a1 чёрный крест · d1 чёрный крест · g1 чёрный крест | d8 чёрный крест · h8 чёрный крест · a7 чёрный крест · d7 чёрный крест · g7 чёрный крест · b6 чёрный крест · d6 чёрный крест · f6 чёрный крест · c5 чёрный крест · d5 чёрный крест · e5 чёрный крест · a4 чёрный крест · b4 чёрный крест · c4 чёрный крест · d4 белый ферзь · e4 чёрный крест · f4 чёрный крест · g4 чёрный крест · h4 чёрный крест · c3 чёрный крест · d3 чёрный крест · e3 чёрный крест · b2 чёрный крест · d2 чёрный крест · f2 чёрный крест · a1 чёрный крест · d1 чёрный крест · g1 чёрный крест | d8 чёрный крест · h8 чёрный крест · a7 чёрный крест · d7 чёрный крест · g7 чёрный крест · b6 чёрный крест · d6 чёрный крест · f6 чёрный крест · c5 чёрный крест · d5 чёрный крест · e5 чёрный крест · a4 чёрный крест · b4 чёрный крест · c4 чёрный крест · d4 белый ферзь · e4 чёрный крест · f4 чёрный крест · g4 чёрный крест · h4 чёрный крест · c3 чёрный крест · d3 чёрный крест · e3 чёрный крест · b2 чёрный крест · d2 чёрный крест · f2 чёрный крест · a1 чёрный крест · d1 чёрный крест · g1 чёрный крест | 7 |
| 6 | d8 чёрный крест · h8 чёрный крест · a7 чёрный крест · d7 чёрный крест · g7 чёрный крест · b6 чёрный крест · d6 чёрный крест · f6 чёрный крест · c5 чёрный крест · d5 чёрный крест · e5 чёрный крест · a4 чёрный крест · b4 чёрный крест · c4 чёрный крест · d4 белый ферзь · e4 чёрный крест · f4 чёрный крест · g4 чёрный крест · h4 чёрный крест · c3 чёрный крест · d3 чёрный крест · e3 чёрный крест · b2 чёрный крест · d2 чёрный крест · f2 чёрный крест · a1 чёрный крест · d1 чёрный крест · g1 чёрный крест | d8 чёрный крест · h8 чёрный крест · a7 чёрный крест · d7 чёрный крест · g7 чёрный крест · b6 чёрный крест · d6 чёрный крест · f6 чёрный крест · c5 чёрный крест · d5 чёрный крест · e5 чёрный крест · a4 чёрный крест · b4 чёрный крест · c4 чёрный крест · d4 белый ферзь · e4 чёрный крест · f4 чёрный крест · g4 чёрный крест · h4 чёрный крест · c3 чёрный крест · d3 чёрный крест · e3 чёрный крест · b2 чёрный крест · d2 чёрный крест · f2 чёрный крест · a1 чёрный крест · d1 чёрный крест · g1 чёрный крест | d8 чёрный крест · h8 чёрный крест · a7 чёрный крест · d7 чёрный крест · g7 чёрный крест · b6 чёрный крест · d6 чёрный крест · f6 чёрный крест · c5 чёрный крест · d5 чёрный крест · e5 чёрный крест · a4 чёрный крест · b4 чёрный крест · c4 чёрный крест · d4 белый ферзь · e4 чёрный крест · f4 чёрный крест · g4 чёрный крест · h4 чёрный крест · c3 чёрный крест · d3 чёрный крест · e3 чёрный крест · b2 чёрный крест · d2 чёрный крест · f2 чёрный крест · a1 чёрный крест · d1 чёрный крест · g1 чёрный крест | d8 чёрный крест · h8 чёрный крест · a7 чёрный крест · d7 чёрный крест · g7 чёрный крест · b6 чёрный крест · d6 чёрный крест · f6 чёрный крест · c5 чёрный крест · d5 чёрный крест · e5 чёрный крест · a4 чёрный крест · b4 чёрный крест · c4 чёрный крест · d4 белый ферзь · e4 чёрный крест · f4 чёрный крест · g4 чёрный крест · h4 чёрный крест · c3 чёрный крест · d3 чёрный крест · e3 чёрный крест · b2 чёрный крест · d2 чёрный крест · f2 чёрный крест · a1 чёрный крест · d1 чёрный крест · g1 чёрный крест | d8 чёрный крест · h8 чёрный крест · a7 чёрный крест · d7 чёрный крест · g7 чёрный крест · b6 чёрный крест · d6 чёрный крест · f6 чёрный крест · c5 чёрный крест · d5 чёрный крест · e5 чёрный крест · a4 чёрный крест · b4 чёрный крест · c4 чёрный крест · d4 белый ферзь · e4 чёрный крест · f4 чёрный крест · g4 чёрный крест · h4 чёрный крест · c3 чёрный крест · d3 чёрный крест · e3 чёрный крест · b2 чёрный крест · d2 чёрный крест · f2 чёрный крест · a1 чёрный крест · d1 чёрный крест · g1 чёрный крест | d8 чёрный крест · h8 чёрный крест · a7 чёрный крест · d7 чёрный крест · g7 чёрный крест · b6 чёрный крест · d6 чёрный крест · f6 чёрный крест · c5 чёрный крест · d5 чёрный крест · e5 чёрный крест · a4 чёрный крест · b4 чёрный крест · c4 чёрный крест · d4 белый ферзь · e4 чёрный крест · f4 чёрный крест · g4 чёрный крест · h4 чёрный крест · c3 чёрный крест · d3 чёрный крест · e3 чёрный крест · b2 чёрный крест · d2 чёрный крест · f2 чёрный крест · a1 чёрный крест · d1 чёрный крест · g1 чёрный крест | d8 чёрный крест · h8 чёрный крест · a7 чёрный крест · d7 чёрный крест · g7 чёрный крест · b6 чёрный крест · d6 чёрный крест · f6 чёрный крест · c5 чёрный крест · d5 чёрный крест · e5 чёрный крест · a4 чёрный крест · b4 чёрный крест · c4 чёрный крест · d4 белый ферзь · e4 чёрный крест · f4 чёрный крест · g4 чёрный крест · h4 чёрный крест · c3 чёрный крест · d3 чёрный крест · e3 чёрный крест · b2 чёрный крест · d2 чёрный крест · f2 чёрный крест · a1 чёрный крест · d1 чёрный крест · g1 чёрный крест | d8 чёрный крест · h8 чёрный крест · a7 чёрный крест · d7 чёрный крест · g7 чёрный крест · b6 чёрный крест · d6 чёрный крест · f6 чёрный крест · c5 чёрный крест · d5 чёрный крест · e5 чёрный крест · a4 чёрный крест · b4 чёрный крест · c4 чёрный крест · d4 белый ферзь · e4 чёрный крест · f4 чёрный крест · g4 чёрный крест · h4 чёрный крест · c3 чёрный крест · d3 чёрный крест · e3 чёрный крест · b2 чёрный крест · d2 чёрный крест · f2 чёрный крест · a1 чёрный крест · d1 чёрный крест · g1 чёрный крест | 6 |
| 5 | d8 чёрный крест · h8 чёрный крест · a7 чёрный крест · d7 чёрный крест · g7 чёрный крест · b6 чёрный крест · d6 чёрный крест · f6 чёрный крест · c5 чёрный крест · d5 чёрный крест · e5 чёрный крест · a4 чёрный крест · b4 чёрный крест · c4 чёрный крест · d4 белый ферзь · e4 чёрный крест · f4 чёрный крест · g4 чёрный крест · h4 чёрный крест · c3 чёрный крест · d3 чёрный крест · e3 чёрный крест · b2 чёрный крест · d2 чёрный крест · f2 чёрный крест · a1 чёрный крест · d1 чёрный крест · g1 чёрный крест | d8 чёрный крест · h8 чёрный крест · a7 чёрный крест · d7 чёрный крест · g7 чёрный крест · b6 чёрный крест · d6 чёрный крест · f6 чёрный крест · c5 чёрный крест · d5 чёрный крест · e5 чёрный крест · a4 чёрный крест · b4 чёрный крест · c4 чёрный крест · d4 белый ферзь · e4 чёрный крест · f4 чёрный крест · g4 чёрный крест · h4 чёрный крест · c3 чёрный крест · d3 чёрный крест · e3 чёрный крест · b2 чёрный крест · d2 чёрный крест · f2 чёрный крест · a1 чёрный крест · d1 чёрный крест · g1 чёрный крест | d8 чёрный крест · h8 чёрный крест · a7 чёрный крест · d7 чёрный крест · g7 чёрный крест · b6 чёрный крест · d6 чёрный крест · f6 чёрный крест · c5 чёрный крест · d5 чёрный крест · e5 чёрный крест · a4 чёрный крест · b4 чёрный крест · c4 чёрный крест · d4 белый ферзь · e4 чёрный крест · f4 чёрный крест · g4 чёрный крест · h4 чёрный крест · c3 чёрный крест · d3 чёрный крест · e3 чёрный крест · b2 чёрный крест · d2 чёрный крест · f2 чёрный крест · a1 чёрный крест · d1 чёрный крест · g1 чёрный крест | d8 чёрный крест · h8 чёрный крест · a7 чёрный крест · d7 чёрный крест · g7 чёрный крест · b6 чёрный крест · d6 чёрный крест · f6 чёрный крест · c5 чёрный крест · d5 чёрный крест · e5 чёрный крест · a4 чёрный крест · b4 чёрный крест · c4 чёрный крест · d4 белый ферзь · e4 чёрный крест · f4 чёрный крест · g4 чёрный крест · h4 чёрный крест · c3 чёрный крест · d3 чёрный крест · e3 чёрный крест · b2 чёрный крест · d2 чёрный крест · f2 чёрный крест · a1 чёрный крест · d1 чёрный крест · g1 чёрный крест | d8 чёрный крест · h8 чёрный крест · a7 чёрный крест · d7 чёрный крест · g7 чёрный крест · b6 чёрный крест · d6 чёрный крест · f6 чёрный крест · c5 чёрный крест · d5 чёрный крест · e5 чёрный крест · a4 чёрный крест · b4 чёрный крест · c4 чёрный крест · d4 белый ферзь · e4 чёрный крест · f4 чёрный крест · g4 чёрный крест · h4 чёрный крест · c3 чёрный крест · d3 чёрный крест · e3 чёрный крест · b2 чёрный крест · d2 чёрный крест · f2 чёрный крест · a1 чёрный крест · d1 чёрный крест · g1 чёрный крест | d8 чёрный крест · h8 чёрный крест · a7 чёрный крест · d7 чёрный крест · g7 чёрный крест · b6 чёрный крест · d6 чёрный крест · f6 чёрный крест · c5 чёрный крест · d5 чёрный крест · e5 чёрный крест · a4 чёрный крест · b4 чёрный крест · c4 чёрный крест · d4 белый ферзь · e4 чёрный крест · f4 чёрный крест · g4 чёрный крест · h4 чёрный крест · c3 чёрный крест · d3 чёрный крест · e3 чёрный крест · b2 чёрный крест · d2 чёрный крест · f2 чёрный крест · a1 чёрный крест · d1 чёрный крест · g1 чёрный крест | d8 чёрный крест · h8 чёрный крест · a7 чёрный крест · d7 чёрный крест · g7 чёрный крест · b6 чёрный крест · d6 чёрный крест · f6 чёрный крест · c5 чёрный крест · d5 чёрный крест · e5 чёрный крест · a4 чёрный крест · b4 чёрный крест · c4 чёрный крест · d4 белый ферзь · e4 чёрный крест · f4 чёрный крест · g4 чёрный крест · h4 чёрный крест · c3 чёрный крест · d3 чёрный крест · e3 чёрный крест · b2 чёрный крест · d2 чёрный крест · f2 чёрный крест · a1 чёрный крест · d1 чёрный крест · g1 чёрный крест | d8 чёрный крест · h8 чёрный крест · a7 чёрный крест · d7 чёрный крест · g7 чёрный крест · b6 чёрный крест · d6 чёрный крест · f6 чёрный крест · c5 чёрный крест · d5 чёрный крест · e5 чёрный крест · a4 чёрный крест · b4 чёрный крест · c4 чёрный крест · d4 белый ферзь · e4 чёрный крест · f4 чёрный крест · g4 чёрный крест · h4 чёрный крест · c3 чёрный крест · d3 чёрный крест · e3 чёрный крест · b2 чёрный крест · d2 чёрный крест · f2 чёрный крест · a1 чёрный крест · d1 чёрный крест · g1 чёрный крест | 5 |
| 4 | d8 чёрный крест · h8 чёрный крест · a7 чёрный крест · d7 чёрный крест · g7 чёрный крест · b6 чёрный крест · d6 чёрный крест · f6 чёрный крест · c5 чёрный крест · d5 чёрный крест · e5 чёрный крест · a4 чёрный крест · b4 чёрный крест · c4 чёрный крест · d4 белый ферзь · e4 чёрный крест · f4 чёрный крест · g4 чёрный крест · h4 чёрный крест · c3 чёрный крест · d3 чёрный крест · e3 чёрный крест · b2 чёрный крест · d2 чёрный крест · f2 чёрный крест · a1 чёрный крест · d1 чёрный крест · g1 чёрный крест | d8 чёрный крест · h8 чёрный крест · a7 чёрный крест · d7 чёрный крест · g7 чёрный крест · b6 чёрный крест · d6 чёрный крест · f6 чёрный крест · c5 чёрный крест · d5 чёрный крест · e5 чёрный крест · a4 чёрный крест · b4 чёрный крест · c4 чёрный крест · d4 белый ферзь · e4 чёрный крест · f4 чёрный крест · g4 чёрный крест · h4 чёрный крест · c3 чёрный крест · d3 чёрный крест · e3 чёрный крест · b2 чёрный крест · d2 чёрный крест · f2 чёрный крест · a1 чёрный крест · d1 чёрный крест · g1 чёрный крест | d8 чёрный крест · h8 чёрный крест · a7 чёрный крест · d7 чёрный крест · g7 чёрный крест · b6 чёрный крест · d6 чёрный крест · f6 чёрный крест · c5 чёрный крест · d5 чёрный крест · e5 чёрный крест · a4 чёрный крест · b4 чёрный крест · c4 чёрный крест · d4 белый ферзь · e4 чёрный крест · f4 чёрный крест · g4 чёрный крест · h4 чёрный крест · c3 чёрный крест · d3 чёрный крест · e3 чёрный крест · b2 чёрный крест · d2 чёрный крест · f2 чёрный крест · a1 чёрный крест · d1 чёрный крест · g1 чёрный крест | d8 чёрный крест · h8 чёрный крест · a7 чёрный крест · d7 чёрный крест · g7 чёрный крест · b6 чёрный крест · d6 чёрный крест · f6 чёрный крест · c5 чёрный крест · d5 чёрный крест · e5 чёрный крест · a4 чёрный крест · b4 чёрный крест · c4 чёрный крест · d4 белый ферзь · e4 чёрный крест · f4 чёрный крест · g4 чёрный крест · h4 чёрный крест · c3 чёрный крест · d3 чёрный крест · e3 чёрный крест · b2 чёрный крест · d2 чёрный крест · f2 чёрный крест · a1 чёрный крест · d1 чёрный крест · g1 чёрный крест | d8 чёрный крест · h8 чёрный крест · a7 чёрный крест · d7 чёрный крест · g7 чёрный крест · b6 чёрный крест · d6 чёрный крест · f6 чёрный крест · c5 чёрный крест · d5 чёрный крест · e5 чёрный крест · a4 чёрный крест · b4 чёрный крест · c4 чёрный крест · d4 белый ферзь · e4 чёрный крест · f4 чёрный крест · g4 чёрный крест · h4 чёрный крест · c3 чёрный крест · d3 чёрный крест · e3 чёрный крест · b2 чёрный крест · d2 чёрный крест · f2 чёрный крест · a1 чёрный крест · d1 чёрный крест · g1 чёрный крест | d8 чёрный крест · h8 чёрный крест · a7 чёрный крест · d7 чёрный крест · g7 чёрный крест · b6 чёрный крест · d6 чёрный крест · f6 чёрный крест · c5 чёрный крест · d5 чёрный крест · e5 чёрный крест · a4 чёрный крест · b4 чёрный крест · c4 чёрный крест · d4 белый ферзь · e4 чёрный крест · f4 чёрный крест · g4 чёрный крест · h4 чёрный крест · c3 чёрный крест · d3 чёрный крест · e3 чёрный крест · b2 чёрный крест · d2 чёрный крест · f2 чёрный крест · a1 чёрный крест · d1 чёрный крест · g1 чёрный крест | d8 чёрный крест · h8 чёрный крест · a7 чёрный крест · d7 чёрный крест · g7 чёрный крест · b6 чёрный крест · d6 чёрный крест · f6 чёрный крест · c5 чёрный крест · d5 чёрный крест · e5 чёрный крест · a4 чёрный крест · b4 чёрный крест · c4 чёрный крест · d4 белый ферзь · e4 чёрный крест · f4 чёрный крест · g4 чёрный крест · h4 чёрный крест · c3 чёрный крест · d3 чёрный крест · e3 чёрный крест · b2 чёрный крест · d2 чёрный крест · f2 чёрный крест · a1 чёрный крест · d1 чёрный крест · g1 чёрный крест | d8 чёрный крест · h8 чёрный крест · a7 чёрный крест · d7 чёрный крест · g7 чёрный крест · b6 чёрный крест · d6 чёрный крест · f6 чёрный крест · c5 чёрный крест · d5 чёрный крест · e5 чёрный крест · a4 чёрный крест · b4 чёрный крест · c4 чёрный крест · d4 белый ферзь · e4 чёрный крест · f4 чёрный крест · g4 чёрный крест · h4 чёрный крест · c3 чёрный крест · d3 чёрный крест · e3 чёрный крест · b2 чёрный крест · d2 чёрный крест · f2 чёрный крест · a1 чёрный крест · d1 чёрный крест · g1 чёрный крест | 4 |
| 3 | d8 чёрный крест · h8 чёрный крест · a7 чёрный крест · d7 чёрный крест · g7 чёрный крест · b6 чёрный крест · d6 чёрный крест · f6 чёрный крест · c5 чёрный крест · d5 чёрный крест · e5 чёрный крест · a4 чёрный крест · b4 чёрный крест · c4 чёрный крест · d4 белый ферзь · e4 чёрный крест · f4 чёрный крест · g4 чёрный крест · h4 чёрный крест · c3 чёрный крест · d3 чёрный крест · e3 чёрный крест · b2 чёрный крест · d2 чёрный крест · f2 чёрный крест · a1 чёрный крест · d1 чёрный крест · g1 чёрный крест | d8 чёрный крест · h8 чёрный крест · a7 чёрный крест · d7 чёрный крест · g7 чёрный крест · b6 чёрный крест · d6 чёрный крест · f6 чёрный крест · c5 чёрный крест · d5 чёрный крест · e5 чёрный крест · a4 чёрный крест · b4 чёрный крест · c4 чёрный крест · d4 белый ферзь · e4 чёрный крест · f4 чёрный крест · g4 чёрный крест · h4 чёрный крест · c3 чёрный крест · d3 чёрный крест · e3 чёрный крест · b2 чёрный крест · d2 чёрный крест · f2 чёрный крест · a1 чёрный крест · d1 чёрный крест · g1 чёрный крест | d8 чёрный крест · h8 чёрный крест · a7 чёрный крест · d7 чёрный крест · g7 чёрный крест · b6 чёрный крест · d6 чёрный крест · f6 чёрный крест · c5 чёрный крест · d5 чёрный крест · e5 чёрный крест · a4 чёрный крест · b4 чёрный крест · c4 чёрный крест · d4 белый ферзь · e4 чёрный крест · f4 чёрный крест · g4 чёрный крест · h4 чёрный крест · c3 чёрный крест · d3 чёрный крест · e3 чёрный крест · b2 чёрный крест · d2 чёрный крест · f2 чёрный крест · a1 чёрный крест · d1 чёрный крест · g1 чёрный крест | d8 чёрный крест · h8 чёрный крест · a7 чёрный крест · d7 чёрный крест · g7 чёрный крест · b6 чёрный крест · d6 чёрный крест · f6 чёрный крест · c5 чёрный крест · d5 чёрный крест · e5 чёрный крест · a4 чёрный крест · b4 чёрный крест · c4 чёрный крест · d4 белый ферзь · e4 чёрный крест · f4 чёрный крест · g4 чёрный крест · h4 чёрный крест · c3 чёрный крест · d3 чёрный крест · e3 чёрный крест · b2 чёрный крест · d2 чёрный крест · f2 чёрный крест · a1 чёрный крест · d1 чёрный крест · g1 чёрный крест | d8 чёрный крест · h8 чёрный крест · a7 чёрный крест · d7 чёрный крест · g7 чёрный крест · b6 чёрный крест · d6 чёрный крест · f6 чёрный крест · c5 чёрный крест · d5 чёрный крест · e5 чёрный крест · a4 чёрный крест · b4 чёрный крест · c4 чёрный крест · d4 белый ферзь · e4 чёрный крест · f4 чёрный крест · g4 чёрный крест · h4 чёрный крест · c3 чёрный крест · d3 чёрный крест · e3 чёрный крест · b2 чёрный крест · d2 чёрный крест · f2 чёрный крест · a1 чёрный крест · d1 чёрный крест · g1 чёрный крест | d8 чёрный крест · h8 чёрный крест · a7 чёрный крест · d7 чёрный крест · g7 чёрный крест · b6 чёрный крест · d6 чёрный крест · f6 чёрный крест · c5 чёрный крест · d5 чёрный крест · e5 чёрный крест · a4 чёрный крест · b4 чёрный крест · c4 чёрный крест · d4 белый ферзь · e4 чёрный крест · f4 чёрный крест · g4 чёрный крест · h4 чёрный крест · c3 чёрный крест · d3 чёрный крест · e3 чёрный крест · b2 чёрный крест · d2 чёрный крест · f2 чёрный крест · a1 чёрный крест · d1 чёрный крест · g1 чёрный крест | d8 чёрный крест · h8 чёрный крест · a7 чёрный крест · d7 чёрный крест · g7 чёрный крест · b6 чёрный крест · d6 чёрный крест · f6 чёрный крест · c5 чёрный крест · d5 чёрный крест · e5 чёрный крест · a4 чёрный крест · b4 чёрный крест · c4 чёрный крест · d4 белый ферзь · e4 чёрный крест · f4 чёрный крест · g4 чёрный крест · h4 чёрный крест · c3 чёрный крест · d3 чёрный крест · e3 чёрный крест · b2 чёрный крест · d2 чёрный крест · f2 чёрный крест · a1 чёрный крест · d1 чёрный крест · g1 чёрный крест | d8 чёрный крест · h8 чёрный крест · a7 чёрный крест · d7 чёрный крест · g7 чёрный крест · b6 чёрный крест · d6 чёрный крест · f6 чёрный крест · c5 чёрный крест · d5 чёрный крест · e5 чёрный крест · a4 чёрный крест · b4 чёрный крест · c4 чёрный крест · d4 белый ферзь · e4 чёрный крест · f4 чёрный крест · g4 чёрный крест · h4 чёрный крест · c3 чёрный крест · d3 чёрный крест · e3 чёрный крест · b2 чёрный крест · d2 чёрный крест · f2 чёрный крест · a1 чёрный крест · d1 чёрный крест · g1 чёрный крест | 3 |
| 2 | d8 чёрный крест · h8 чёрный крест · a7 чёрный крест · d7 чёрный крест · g7 чёрный крест · b6 чёрный крест · d6 чёрный крест · f6 чёрный крест · c5 чёрный крест · d5 чёрный крест · e5 чёрный крест · a4 чёрный крест · b4 чёрный крест · c4 чёрный крест · d4 белый ферзь · e4 чёрный крест · f4 чёрный крест · g4 чёрный крест · h4 чёрный крест · c3 чёрный крест · d3 чёрный крест · e3 чёрный крест · b2 чёрный крест · d2 чёрный крест · f2 чёрный крест · a1 чёрный крест · d1 чёрный крест · g1 чёрный крест | d8 чёрный крест · h8 чёрный крест · a7 чёрный крест · d7 чёрный крест · g7 чёрный крест · b6 чёрный крест · d6 чёрный крест · f6 чёрный крест · c5 чёрный крест · d5 чёрный крест · e5 чёрный крест · a4 чёрный крест · b4 чёрный крест · c4 чёрный крест · d4 белый ферзь · e4 чёрный крест · f4 чёрный крест · g4 чёрный крест · h4 чёрный крест · c3 чёрный крест · d3 чёрный крест · e3 чёрный крест · b2 чёрный крест · d2 чёрный крест · f2 чёрный крест · a1 чёрный крест · d1 чёрный крест · g1 чёрный крест | d8 чёрный крест · h8 чёрный крест · a7 чёрный крест · d7 чёрный крест · g7 чёрный крест · b6 чёрный крест · d6 чёрный крест · f6 чёрный крест · c5 чёрный крест · d5 чёрный крест · e5 чёрный крест · a4 чёрный крест · b4 чёрный крест · c4 чёрный крест · d4 белый ферзь · e4 чёрный крест · f4 чёрный крест · g4 чёрный крест · h4 чёрный крест · c3 чёрный крест · d3 чёрный крест · e3 чёрный крест · b2 чёрный крест · d2 чёрный крест · f2 чёрный крест · a1 чёрный крест · d1 чёрный крест · g1 чёрный крест | d8 чёрный крест · h8 чёрный крест · a7 чёрный крест · d7 чёрный крест · g7 чёрный крест · b6 чёрный крест · d6 чёрный крест · f6 чёрный крест · c5 чёрный крест · d5 чёрный крест · e5 чёрный крест · a4 чёрный крест · b4 чёрный крест · c4 чёрный крест · d4 белый ферзь · e4 чёрный крест · f4 чёрный крест · g4 чёрный крест · h4 чёрный крест · c3 чёрный крест · d3 чёрный крест · e3 чёрный крест · b2 чёрный крест · d2 чёрный крест · f2 чёрный крест · a1 чёрный крест · d1 чёрный крест · g1 чёрный крест | d8 чёрный крест · h8 чёрный крест · a7 чёрный крест · d7 чёрный крест · g7 чёрный крест · b6 чёрный крест · d6 чёрный крест · f6 чёрный крест · c5 чёрный крест · d5 чёрный крест · e5 чёрный крест · a4 чёрный крест · b4 чёрный крест · c4 чёрный крест · d4 белый ферзь · e4 чёрный крест · f4 чёрный крест · g4 чёрный крест · h4 чёрный крест · c3 чёрный крест · d3 чёрный крест · e3 чёрный крест · b2 чёрный крест · d2 чёрный крест · f2 чёрный крест · a1 чёрный крест · d1 чёрный крест · g1 чёрный крест | d8 чёрный крест · h8 чёрный крест · a7 чёрный крест · d7 чёрный крест · g7 чёрный крест · b6 чёрный крест · d6 чёрный крест · f6 чёрный крест · c5 чёрный крест · d5 чёрный крест · e5 чёрный крест · a4 чёрный крест · b4 чёрный крест · c4 чёрный крест · d4 белый ферзь · e4 чёрный крест · f4 чёрный крест · g4 чёрный крест · h4 чёрный крест · c3 чёрный крест · d3 чёрный крест · e3 чёрный крест · b2 чёрный крест · d2 чёрный крест · f2 чёрный крест · a1 чёрный крест · d1 чёрный крест · g1 чёрный крест | d8 чёрный крест · h8 чёрный крест · a7 чёрный крест · d7 чёрный крест · g7 чёрный крест · b6 чёрный крест · d6 чёрный крест · f6 чёрный крест · c5 чёрный крест · d5 чёрный крест · e5 чёрный крест · a4 чёрный крест · b4 чёрный крест · c4 чёрный крест · d4 белый ферзь · e4 чёрный крест · f4 чёрный крест · g4 чёрный крест · h4 чёрный крест · c3 чёрный крест · d3 чёрный крест · e3 чёрный крест · b2 чёрный крест · d2 чёрный крест · f2 чёрный крест · a1 чёрный крест · d1 чёрный крест · g1 чёрный крест | d8 чёрный крест · h8 чёрный крест · a7 чёрный крест · d7 чёрный крест · g7 чёрный крест · b6 чёрный крест · d6 чёрный крест · f6 чёрный крест · c5 чёрный крест · d5 чёрный крест · e5 чёрный крест · a4 чёрный крест · b4 чёрный крест · c4 чёрный крест · d4 белый ферзь · e4 чёрный крест · f4 чёрный крест · g4 чёрный крест · h4 чёрный крест · c3 чёрный крест · d3 чёрный крест · e3 чёрный крест · b2 чёрный крест · d2 чёрный крест · f2 чёрный крест · a1 чёрный крест · d1 чёрный крест · g1 чёрный крест | 2 |
| 1 | d8 чёрный крест · h8 чёрный крест · a7 чёрный крест · d7 чёрный крест · g7 чёрный крест · b6 чёрный крест · d6 чёрный крест · f6 чёрный крест · c5 чёрный крест · d5 чёрный крест · e5 чёрный крест · a4 чёрный крест · b4 чёрный крест · c4 чёрный крест · d4 белый ферзь · e4 чёрный крест · f4 чёрный крест · g4 чёрный крест · h4 чёрный крест · c3 чёрный крест · d3 чёрный крест · e3 чёрный крест · b2 чёрный крест · d2 чёрный крест · f2 чёрный крест · a1 чёрный крест · d1 чёрный крест · g1 чёрный крест | d8 чёрный крест · h8 чёрный крест · a7 чёрный крест · d7 чёрный крест · g7 чёрный крест · b6 чёрный крест · d6 чёрный крест · f6 чёрный крест · c5 чёрный крест · d5 чёрный крест · e5 чёрный крест · a4 чёрный крест · b4 чёрный крест · c4 чёрный крест · d4 белый ферзь · e4 чёрный крест · f4 чёрный крест · g4 чёрный крест · h4 чёрный крест · c3 чёрный крест · d3 чёрный крест · e3 чёрный крест · b2 чёрный крест · d2 чёрный крест · f2 чёрный крест · a1 чёрный крест · d1 чёрный крест · g1 чёрный крест | d8 чёрный крест · h8 чёрный крест · a7 чёрный крест · d7 чёрный крест · g7 чёрный крест · b6 чёрный крест · d6 чёрный крест · f6 чёрный крест · c5 чёрный крест · d5 чёрный крест · e5 чёрный крест · a4 чёрный крест · b4 чёрный крест · c4 чёрный крест · d4 белый ферзь · e4 чёрный крест · f4 чёрный крест · g4 чёрный крест · h4 чёрный крест · c3 чёрный крест · d3 чёрный крест · e3 чёрный крест · b2 чёрный крест · d2 чёрный крест · f2 чёрный крест · a1 чёрный крест · d1 чёрный крест · g1 чёрный крест | d8 чёрный крест · h8 чёрный крест · a7 чёрный крест · d7 чёрный крест · g7 чёрный крест · b6 чёрный крест · d6 чёрный крест · f6 чёрный крест · c5 чёрный крест · d5 чёрный крест · e5 чёрный крест · a4 чёрный крест · b4 чёрный крест · c4 чёрный крест · d4 белый ферзь · e4 чёрный крест · f4 чёрный крест · g4 чёрный крест · h4 чёрный крест · c3 чёрный крест · d3 чёрный крест · e3 чёрный крест · b2 чёрный крест · d2 чёрный крест · f2 чёрный крест · a1 чёрный крест · d1 чёрный крест · g1 чёрный крест | d8 чёрный крест · h8 чёрный крест · a7 чёрный крест · d7 чёрный крест · g7 чёрный крест · b6 чёрный крест · d6 чёрный крест · f6 чёрный крест · c5 чёрный крест · d5 чёрный крест · e5 чёрный крест · a4 чёрный крест · b4 чёрный крест · c4 чёрный крест · d4 белый ферзь · e4 чёрный крест · f4 чёрный крест · g4 чёрный крест · h4 чёрный крест · c3 чёрный крест · d3 чёрный крест · e3 чёрный крест · b2 чёрный крест · d2 чёрный крест · f2 чёрный крест · a1 чёрный крест · d1 чёрный крест · g1 чёрный крест | d8 чёрный крест · h8 чёрный крест · a7 чёрный крест · d7 чёрный крест · g7 чёрный крест · b6 чёрный крест · d6 чёрный крест · f6 чёрный крест · c5 чёрный крест · d5 чёрный крест · e5 чёрный крест · a4 чёрный крест · b4 чёрный крест · c4 чёрный крест · d4 белый ферзь · e4 чёрный крест · f4 чёрный крест · g4 чёрный крест · h4 чёрный крест · c3 чёрный крест · d3 чёрный крест · e3 чёрный крест · b2 чёрный крест · d2 чёрный крест · f2 чёрный крест · a1 чёрный крест · d1 чёрный крест · g1 чёрный крест | d8 чёрный крест · h8 чёрный крест · a7 чёрный крест · d7 чёрный крест · g7 чёрный крест · b6 чёрный крест · d6 чёрный крест · f6 чёрный крест · c5 чёрный крест · d5 чёрный крест · e5 чёрный крест · a4 чёрный крест · b4 чёрный крест · c4 чёрный крест · d4 белый ферзь · e4 чёрный крест · f4 чёрный крест · g4 чёрный крест · h4 чёрный крест · c3 чёрный крест · d3 чёрный крест · e3 чёрный крест · b2 чёрный крест · d2 чёрный крест · f2 чёрный крест · a1 чёрный крест · d1 чёрный крест · g1 чёрный крест | d8 чёрный крест · h8 чёрный крест · a7 чёрный крест · d7 чёрный крест · g7 чёрный крест · b6 чёрный крест · d6 чёрный крест · f6 чёрный крест · c5 чёрный крест · d5 чёрный крест · e5 чёрный крест · a4 чёрный крест · b4 чёрный крест · c4 чёрный крест · d4 белый ферзь · e4 чёрный крест · f4 чёрный крест · g4 чёрный крест · h4 чёрный крест · c3 чёрный крест · d3 чёрный крест · e3 чёрный крест · b2 чёрный крест · d2 чёрный крест · f2 чёрный крест · a1 чёрный крест · d1 чёрный крест · g1 чёрный крест | 1 |
|   | a | b | c | d | e | f | g | h |   |

Ферзь (перс. فرزین‎ ferzin — визирь, советник; Юникод: ♕♛, в просторечии часто именуется королева или дамка) — самая сильная шахматная фигура. В начале игры белый ферзь занимает поле d1, а чёрный — d8. В начальной позиции ферзь всегда занимает клетку своего цвета, отсюда и выражение: «Ферзь любит свой цвет».

## Этимология
Заимствовано из тур. färz, тур. färzi от перс. فرز‎ «полководец, ферзь» (ferz), далее из перс. فرز‎ «великий, мудрый» (farz).

## Ходы
В современных шахматах ферзь может перемещаться на любое число свободных полей в любом направлении по прямой, совмещая в себе возможности ладьи и слона. Находясь на одном из центральных полей, ферзь может атаковать до 27 полей одновременно, у края доски — до 21 поля. Ценность - 9 очков.

## История
В ранней версии шахмат, эволюционировавшей из шатранджа и в таком виде заимствованной из арабского мира в Европе, ферзь был слабейшей фигурой, перемещавшейся только на одно поле по диагонали. В Средние века, чтобы ускорить темп игры, ферзь получил дополнительную возможность: своим первым ходом ферзь мог «прыгнуть» на два поля по диагонали, горизонтали и вертикали (это правило видоизменялось в зависимости от региона). В конце XV века появилась модификация шахмат с современным ходом ферзя (тогда же был приведён к современному виду и ход слона), что радикально изменило до того медлительную игру. С новыми правилами стало возможно в несколько ходов вывести фигуры на атакующие позиции и даже проводить в начале партии матовые атаки, а возможность превращения пешки в сильнейшую фигуру вынудила пересмотреть и роль пешек. В источниках конца XV века фиксируются упоминания «шахмат ферзя» (например, исп. axedres de la dama), а в итальянском новая фигура получила имя rabiosa («бешеная»), а шахматы, соответственно, итал. scacchi alla rabiosa, то есть «бешеные шахматы».
В России была распространена практика наделять ферзя в дополнение к обычным ходам ещё и ходом коня. Об этом в конце XVIII века писал путешественник Уильям Кокс, а в 1821 году — шахматист Иван Бутримов. Согласно «Толковому словарю живого великорусского языка» В. И. Даля (статья «Ферзь»), в этом случае фигуру называли «ферзь всяческая».

## В шахматной партии
Каждый игрок начинает партию с одним ферзём. В начале партии ферзи занимают поля d1 (у белых) и d8 (у чёрных). Поля, которые занимают ферзи в начальной расстановке фигур, того же цвета, что и сами фигуры. В связи с этим популярно выражение «ферзь любит свой цвет», используемое при обучении начинающих игроков в шахматы.
Относительно материальной ценности ферзя и сопоставления его игровой силы с другими фигурами существуют различные оценки. В большинстве случаев считается, что материальная ценность ферзя равна примерно девяти или десяти пешкам, но существует и не менее распространённый вариант — восемь пешек (по ценности как слон и ладья вместе взятые). Таким образом, ферзь по силе превосходит ладью и лёгкую фигуру, уступает двум ладьям и примерно равен трём лёгким фигурам.
Считается, что в дебюте надо проявлять осторожность с развёртыванием ферзя, поскольку он, находясь в лагере противника, становится крайне уязвим для его фигур. Гораздо лучше ферзь проявляет свои возможности в миттельшпиле и эндшпиле. Так, считается[кем?], что в эндшпиле король с ферзём при правильной игре всегда выигрывают у короля и лёгкой фигуры, почти всегда ― у короля и ладьи, в большинстве случаев — у короля и двух лёгких фигур, а также у короля, ладьи и пешки.
Кроме того, важнейшей задачей большинства эндшпилей является продвижение пешки в ферзи: удачное выполнение этой задачи, как правило, означает выигрыш партии. В правилах игры отсутствуют ограничения на количество одновременно находящихся на доске ферзей, так что дополнительно к начальному ферзю игрок теоретически может получить ещё 8 ферзей путём превращения в них пешек. В практических партиях в большинстве случаев на доске возникает только второй ферзь у одной из сторон. Хотя известны случаи даже из партий сильных игроков, когда на доске возникали одновременно 5 или даже 6 ферзей.
При атаке на ферзя часто используется термин «гарде», однако объявление не обязательно и в официальных правилах игры отсутствует. В связи с этим украинский гроссмейстер В. М. Иванчук изобрёл разновидность шахмат под названием «Поцелуй королевы», где важным аспектом игры является давно забытое правило «гарде» — нападение на ферзя, которое, в отличие от обычных шахмат, здесь нельзя игнорировать.

## В шахматных задачах
|   | a | b | c | d | e | f | g | h |   |
| - | --- | --- | --- | --- | --- | --- | --- | --- | - |
| 8 | d8 белый ферзь · g7 белый ферзь · c6 белый ферзь · h5 белый ферзь · b4 белый ферзь · e3 белый ферзь · a2 белый ферзь · f1 белый ферзь | d8 белый ферзь · g7 белый ферзь · c6 белый ферзь · h5 белый ферзь · b4 белый ферзь · e3 белый ферзь · a2 белый ферзь · f1 белый ферзь | d8 белый ферзь · g7 белый ферзь · c6 белый ферзь · h5 белый ферзь · b4 белый ферзь · e3 белый ферзь · a2 белый ферзь · f1 белый ферзь | d8 белый ферзь · g7 белый ферзь · c6 белый ферзь · h5 белый ферзь · b4 белый ферзь · e3 белый ферзь · a2 белый ферзь · f1 белый ферзь | d8 белый ферзь · g7 белый ферзь · c6 белый ферзь · h5 белый ферзь · b4 белый ферзь · e3 белый ферзь · a2 белый ферзь · f1 белый ферзь | d8 белый ферзь · g7 белый ферзь · c6 белый ферзь · h5 белый ферзь · b4 белый ферзь · e3 белый ферзь · a2 белый ферзь · f1 белый ферзь | d8 белый ферзь · g7 белый ферзь · c6 белый ферзь · h5 белый ферзь · b4 белый ферзь · e3 белый ферзь · a2 белый ферзь · f1 белый ферзь | d8 белый ферзь · g7 белый ферзь · c6 белый ферзь · h5 белый ферзь · b4 белый ферзь · e3 белый ферзь · a2 белый ферзь · f1 белый ферзь | 8 |
| 7 | d8 белый ферзь · g7 белый ферзь · c6 белый ферзь · h5 белый ферзь · b4 белый ферзь · e3 белый ферзь · a2 белый ферзь · f1 белый ферзь | d8 белый ферзь · g7 белый ферзь · c6 белый ферзь · h5 белый ферзь · b4 белый ферзь · e3 белый ферзь · a2 белый ферзь · f1 белый ферзь | d8 белый ферзь · g7 белый ферзь · c6 белый ферзь · h5 белый ферзь · b4 белый ферзь · e3 белый ферзь · a2 белый ферзь · f1 белый ферзь | d8 белый ферзь · g7 белый ферзь · c6 белый ферзь · h5 белый ферзь · b4 белый ферзь · e3 белый ферзь · a2 белый ферзь · f1 белый ферзь | d8 белый ферзь · g7 белый ферзь · c6 белый ферзь · h5 белый ферзь · b4 белый ферзь · e3 белый ферзь · a2 белый ферзь · f1 белый ферзь | d8 белый ферзь · g7 белый ферзь · c6 белый ферзь · h5 белый ферзь · b4 белый ферзь · e3 белый ферзь · a2 белый ферзь · f1 белый ферзь | d8 белый ферзь · g7 белый ферзь · c6 белый ферзь · h5 белый ферзь · b4 белый ферзь · e3 белый ферзь · a2 белый ферзь · f1 белый ферзь | d8 белый ферзь · g7 белый ферзь · c6 белый ферзь · h5 белый ферзь · b4 белый ферзь · e3 белый ферзь · a2 белый ферзь · f1 белый ферзь | 7 |
| 6 | d8 белый ферзь · g7 белый ферзь · c6 белый ферзь · h5 белый ферзь · b4 белый ферзь · e3 белый ферзь · a2 белый ферзь · f1 белый ферзь | d8 белый ферзь · g7 белый ферзь · c6 белый ферзь · h5 белый ферзь · b4 белый ферзь · e3 белый ферзь · a2 белый ферзь · f1 белый ферзь | d8 белый ферзь · g7 белый ферзь · c6 белый ферзь · h5 белый ферзь · b4 белый ферзь · e3 белый ферзь · a2 белый ферзь · f1 белый ферзь | d8 белый ферзь · g7 белый ферзь · c6 белый ферзь · h5 белый ферзь · b4 белый ферзь · e3 белый ферзь · a2 белый ферзь · f1 белый ферзь | d8 белый ферзь · g7 белый ферзь · c6 белый ферзь · h5 белый ферзь · b4 белый ферзь · e3 белый ферзь · a2 белый ферзь · f1 белый ферзь | d8 белый ферзь · g7 белый ферзь · c6 белый ферзь · h5 белый ферзь · b4 белый ферзь · e3 белый ферзь · a2 белый ферзь · f1 белый ферзь | d8 белый ферзь · g7 белый ферзь · c6 белый ферзь · h5 белый ферзь · b4 белый ферзь · e3 белый ферзь · a2 белый ферзь · f1 белый ферзь | d8 белый ферзь · g7 белый ферзь · c6 белый ферзь · h5 белый ферзь · b4 белый ферзь · e3 белый ферзь · a2 белый ферзь · f1 белый ферзь | 6 |
| 5 | d8 белый ферзь · g7 белый ферзь · c6 белый ферзь · h5 белый ферзь · b4 белый ферзь · e3 белый ферзь · a2 белый ферзь · f1 белый ферзь | d8 белый ферзь · g7 белый ферзь · c6 белый ферзь · h5 белый ферзь · b4 белый ферзь · e3 белый ферзь · a2 белый ферзь · f1 белый ферзь | d8 белый ферзь · g7 белый ферзь · c6 белый ферзь · h5 белый ферзь · b4 белый ферзь · e3 белый ферзь · a2 белый ферзь · f1 белый ферзь | d8 белый ферзь · g7 белый ферзь · c6 белый ферзь · h5 белый ферзь · b4 белый ферзь · e3 белый ферзь · a2 белый ферзь · f1 белый ферзь | d8 белый ферзь · g7 белый ферзь · c6 белый ферзь · h5 белый ферзь · b4 белый ферзь · e3 белый ферзь · a2 белый ферзь · f1 белый ферзь | d8 белый ферзь · g7 белый ферзь · c6 белый ферзь · h5 белый ферзь · b4 белый ферзь · e3 белый ферзь · a2 белый ферзь · f1 белый ферзь | d8 белый ферзь · g7 белый ферзь · c6 белый ферзь · h5 белый ферзь · b4 белый ферзь · e3 белый ферзь · a2 белый ферзь · f1 белый ферзь | d8 белый ферзь · g7 белый ферзь · c6 белый ферзь · h5 белый ферзь · b4 белый ферзь · e3 белый ферзь · a2 белый ферзь · f1 белый ферзь | 5 |
| 4 | d8 белый ферзь · g7 белый ферзь · c6 белый ферзь · h5 белый ферзь · b4 белый ферзь · e3 белый ферзь · a2 белый ферзь · f1 белый ферзь | d8 белый ферзь · g7 белый ферзь · c6 белый ферзь · h5 белый ферзь · b4 белый ферзь · e3 белый ферзь · a2 белый ферзь · f1 белый ферзь | d8 белый ферзь · g7 белый ферзь · c6 белый ферзь · h5 белый ферзь · b4 белый ферзь · e3 белый ферзь · a2 белый ферзь · f1 белый ферзь | d8 белый ферзь · g7 белый ферзь · c6 белый ферзь · h5 белый ферзь · b4 белый ферзь · e3 белый ферзь · a2 белый ферзь · f1 белый ферзь | d8 белый ферзь · g7 белый ферзь · c6 белый ферзь · h5 белый ферзь · b4 белый ферзь · e3 белый ферзь · a2 белый ферзь · f1 белый ферзь | d8 белый ферзь · g7 белый ферзь · c6 белый ферзь · h5 белый ферзь · b4 белый ферзь · e3 белый ферзь · a2 белый ферзь · f1 белый ферзь | d8 белый ферзь · g7 белый ферзь · c6 белый ферзь · h5 белый ферзь · b4 белый ферзь · e3 белый ферзь · a2 белый ферзь · f1 белый ферзь | d8 белый ферзь · g7 белый ферзь · c6 белый ферзь · h5 белый ферзь · b4 белый ферзь · e3 белый ферзь · a2 белый ферзь · f1 белый ферзь | 4 |
| 3 | d8 белый ферзь · g7 белый ферзь · c6 белый ферзь · h5 белый ферзь · b4 белый ферзь · e3 белый ферзь · a2 белый ферзь · f1 белый ферзь | d8 белый ферзь · g7 белый ферзь · c6 белый ферзь · h5 белый ферзь · b4 белый ферзь · e3 белый ферзь · a2 белый ферзь · f1 белый ферзь | d8 белый ферзь · g7 белый ферзь · c6 белый ферзь · h5 белый ферзь · b4 белый ферзь · e3 белый ферзь · a2 белый ферзь · f1 белый ферзь | d8 белый ферзь · g7 белый ферзь · c6 белый ферзь · h5 белый ферзь · b4 белый ферзь · e3 белый ферзь · a2 белый ферзь · f1 белый ферзь | d8 белый ферзь · g7 белый ферзь · c6 белый ферзь · h5 белый ферзь · b4 белый ферзь · e3 белый ферзь · a2 белый ферзь · f1 белый ферзь | d8 белый ферзь · g7 белый ферзь · c6 белый ферзь · h5 белый ферзь · b4 белый ферзь · e3 белый ферзь · a2 белый ферзь · f1 белый ферзь | d8 белый ферзь · g7 белый ферзь · c6 белый ферзь · h5 белый ферзь · b4 белый ферзь · e3 белый ферзь · a2 белый ферзь · f1 белый ферзь | d8 белый ферзь · g7 белый ферзь · c6 белый ферзь · h5 белый ферзь · b4 белый ферзь · e3 белый ферзь · a2 белый ферзь · f1 белый ферзь | 3 |
| 2 | d8 белый ферзь · g7 белый ферзь · c6 белый ферзь · h5 белый ферзь · b4 белый ферзь · e3 белый ферзь · a2 белый ферзь · f1 белый ферзь | d8 белый ферзь · g7 белый ферзь · c6 белый ферзь · h5 белый ферзь · b4 белый ферзь · e3 белый ферзь · a2 белый ферзь · f1 белый ферзь | d8 белый ферзь · g7 белый ферзь · c6 белый ферзь · h5 белый ферзь · b4 белый ферзь · e3 белый ферзь · a2 белый ферзь · f1 белый ферзь | d8 белый ферзь · g7 белый ферзь · c6 белый ферзь · h5 белый ферзь · b4 белый ферзь · e3 белый ферзь · a2 белый ферзь · f1 белый ферзь | d8 белый ферзь · g7 белый ферзь · c6 белый ферзь · h5 белый ферзь · b4 белый ферзь · e3 белый ферзь · a2 белый ферзь · f1 белый ферзь | d8 белый ферзь · g7 белый ферзь · c6 белый ферзь · h5 белый ферзь · b4 белый ферзь · e3 белый ферзь · a2 белый ферзь · f1 белый ферзь | d8 белый ферзь · g7 белый ферзь · c6 белый ферзь · h5 белый ферзь · b4 белый ферзь · e3 белый ферзь · a2 белый ферзь · f1 белый ферзь | d8 белый ферзь · g7 белый ферзь · c6 белый ферзь · h5 белый ферзь · b4 белый ферзь · e3 белый ферзь · a2 белый ферзь · f1 белый ферзь | 2 |
| 1 | d8 белый ферзь · g7 белый ферзь · c6 белый ферзь · h5 белый ферзь · b4 белый ферзь · e3 белый ферзь · a2 белый ферзь · f1 белый ферзь | d8 белый ферзь · g7 белый ферзь · c6 белый ферзь · h5 белый ферзь · b4 белый ферзь · e3 белый ферзь · a2 белый ферзь · f1 белый ферзь | d8 белый ферзь · g7 белый ферзь · c6 белый ферзь · h5 белый ферзь · b4 белый ферзь · e3 белый ферзь · a2 белый ферзь · f1 белый ферзь | d8 белый ферзь · g7 белый ферзь · c6 белый ферзь · h5 белый ферзь · b4 белый ферзь · e3 белый ферзь · a2 белый ферзь · f1 белый ферзь | d8 белый ферзь · g7 белый ферзь · c6 белый ферзь · h5 белый ферзь · b4 белый ферзь · e3 белый ферзь · a2 белый ферзь · f1 белый ферзь | d8 белый ферзь · g7 белый ферзь · c6 белый ферзь · h5 белый ферзь · b4 белый ферзь · e3 белый ферзь · a2 белый ферзь · f1 белый ферзь | d8 белый ферзь · g7 белый ферзь · c6 белый ферзь · h5 белый ферзь · b4 белый ферзь · e3 белый ферзь · a2 белый ферзь · f1 белый ферзь | d8 белый ферзь · g7 белый ферзь · c6 белый ферзь · h5 белый ферзь · b4 белый ферзь · e3 белый ферзь · a2 белый ферзь · f1 белый ферзь | 1 |
|   | a | b | c | d | e | f | g | h |   |

Ферзь фигурирует во многих шахматных задачах, одна из которых — задача о восьми ферзях, где предлагается расставить 8 ферзей так, чтобы они не атаковали друг друга. Математическим путём доказано, что существует 92 решения этой задачи.

## В других играх
Фигура, ходящая в точности как ферзь, существует в тю сёги (Ферзь, дословно свободный король) и многих других вариантах сёги на больших досках.

## Галерея

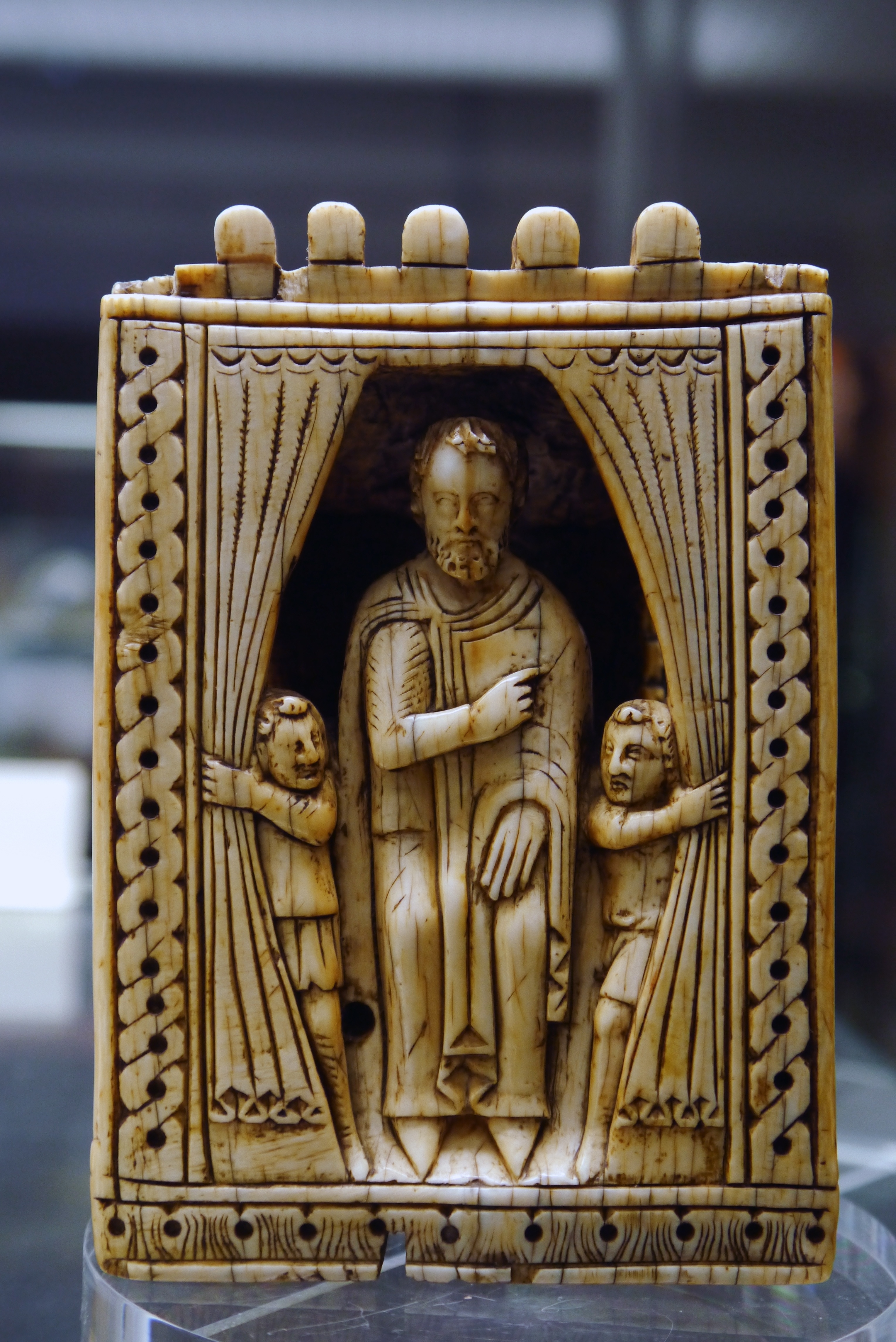
Ферзь. Слоновая кость, XII в.
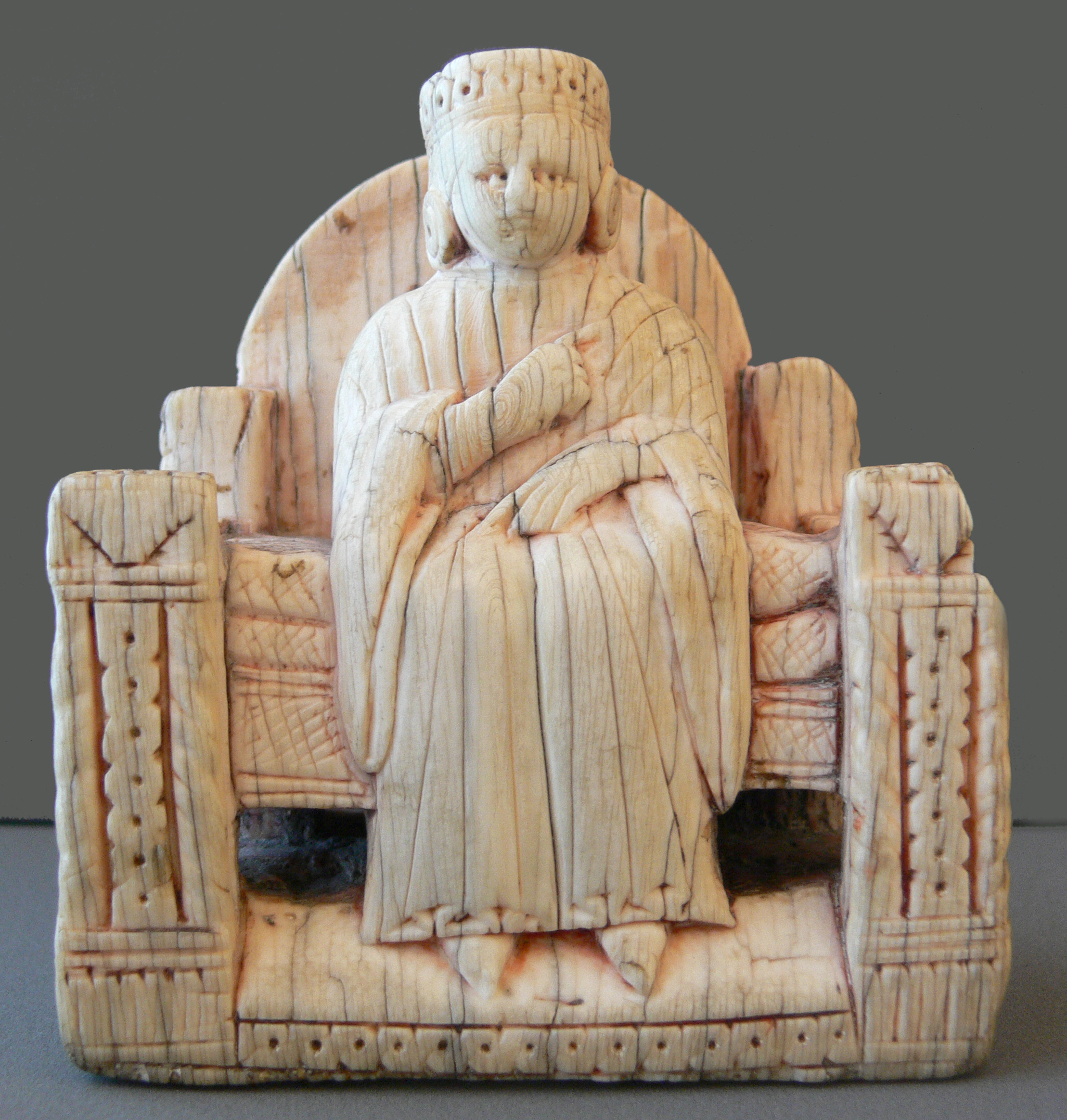
Шахматная фигурка королевы. XII (?) в.
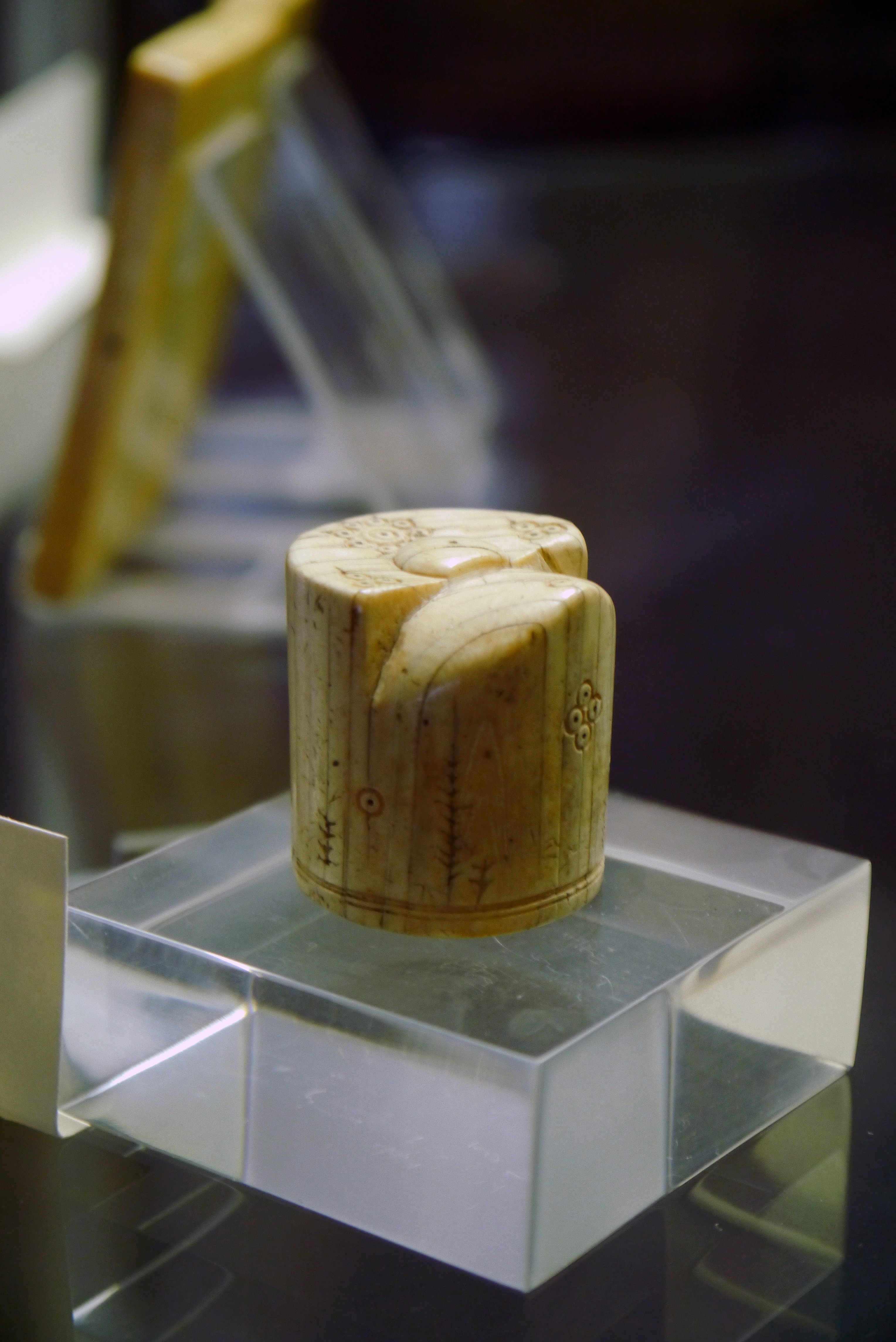
Арабский король или ферзь, IX в.
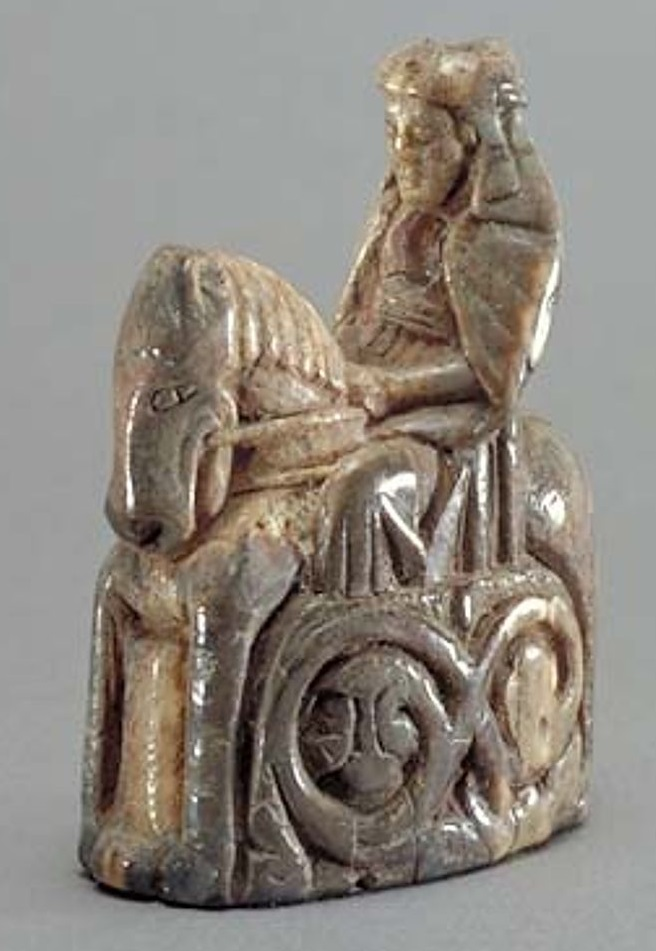
Ферзь верхом на коне (XIII в.), слоновая кость
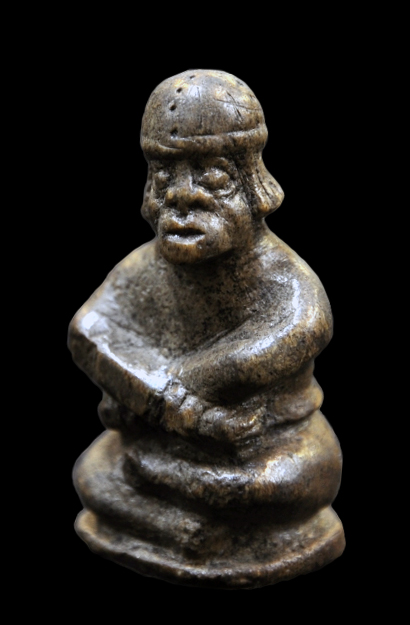
Ферзь XII в., найденный в Лукомле (Витебская область Беларуси)